# 新津区
新津区位于中华人民共和国四川省成都平原西南部，是成都市下辖的一个市辖区。人口約36.5万，区人民政府駐五津街道模範街56號。

## 历史
在新津龙马乡发现了新石器时代晚期的古城遗址，现代考古研究认为属于成都平原史前的宝墩文化的组成部分，同时新津古遗迹也是宝墩遗址中面积最大一处，面积达到60万平方米。
汉代以前，新津属蜀郡。西汉建元六年（前135年），新津由犍为郡管辖。西汉元鼎二年（前115年），新设武阳县管辖。东汉建安二十一年（公元216年），因彭山江口水患严重，犍为郡守李严深开辟了沟通成都平原与眉山一带的新渡口，新津这一地名由此诞生。北周孝闵帝元年（557年），析隆山县北部设立新津县，隶属犍为郡。隋文帝开皇九年（589年）废除犍为郡，蜀郡改为益州，新津县属益州。大业三年（一说大业二年），益州改为蜀郡，僰道县并入新津县，新津县属蜀郡。此后，新津县于唐武德元年（618年）属剑南道益州，唐垂拱二年（686年）属剑南道蜀州，唐天宝元年（742年）属剑南道唐安郡，至德二年（757年）属西川节度蜀州，宋太祖乾德三年（965年）属西川路蜀州，真宗咸平四年（1001年）属益州路蜀州，徽宗重和元年（1118年）属成都府路蜀州，南宋绍兴十年（1140年）属成都府路崇庆府，元朝至元十八年（1281年）属成都路崇庆府，至元二十年（1283年）属成都路崇庆州，明太祖洪武四年（1371年）属成都府崇庆州。清朝初期，新津县直属成都府。清康熙六年（1667年），双流县因“土旷人稀”并入新津县。雍正八年（1730年），恢复双流县建制。嘉庆七年（1802年），新津县属成绵龙茂道（清末改名川西道）成都府。
民国元年（1912年）废除道制，新津县直属成都府。民国2年（1913年），废除府制重新建立道制，新津属西川道。民国24年（1935年），废除道制设立行政督察区，新津属第一行政督察区（即温江专区）。1949年12月25日，新津县归属中国共产党政权，仍属温江专区，1950年5月改属眉山专区，1953年3月眉山专区撤销后改属温江专区，同年原属彭山县青龙乡的董河坝、韩河心及隔河邻金华乡叶店附近的一小块地因凸入新津县境，为方便管辖划归新津县邓双乡。1957年5月，永商乡的双江村划归邛崃县永丰乡。1959年6月，新津县与大邑县合署办公。1960年7月1日，经国务院批准，撤销新津县，并入大邑县。1962年4月，新津县与大邑县分开办公。1962年10月20日，经国务院批准，正式恢复新津县。1983年3月3日，实行市管县，撤销温江专区，新津县划归成都市管辖。
2020年6月19日，经国务院批准，撤销新津县，设立成都市新津区。

## 行政区划
新津区下辖4个街道办事处、4个镇：
五津街道、普兴街道、花桥街道、花源街道、兴义镇、安西镇、永商镇和宝墩镇。

## 方位环境
新津区位于四川盆地西部，成都主城区西南，是成都的南大门，面积330平方公里。新津区东与成都双流区相邻，西分别与成都邛崃市和大邑县毗邻，西北接成都崇州市，而南边与眉山市彭山区接壤:539。新津地势平坦，处于成都平原边缘，面积方圆，主要为河流、漫滩和阶地构成地平原地貌，由平坝（76.6%）和丘陵（14.1%）、水面（9.3%）构成，海拔高度442～673米，境内河属岷江水系,分为岷江正源金马河和分支河流西河、南河。环境属亚热带季风湿润性气候，无霜期长，雨量充沛，四季分明，多云雾，日照短。年均气温16.4℃，其中7月时气温最高，平均气温25.6℃；1月时气温最低，平均气温5.7℃。全年平均总降水量为976.8毫米，年际变化在1330－756.2毫米之间，降水季节分配不均，通常夏半年（5至10月）雨水充足，占全年降水量的88%，其中七八月占全年降水量的一半，易出现洪涝；冬半年（11月至次年4月）降水稀少，常伴有冬旱和春旱。新津地带性植被应为常绿网叶林带，因受人类活动的影响，原始森林已遭破坏，现有树种为次生人工林。按植被群落可分平坝、丘陵两区。
| 新津（1981−2010）                | 新津（1981−2010） | 新津（1981−2010） | 新津（1981−2010） | 新津（1981−2010） | 新津（1981−2010） | 新津（1981−2010） | 新津（1981−2010） | 新津（1981−2010） | 新津（1981−2010） | 新津（1981−2010） | 新津（1981−2010） | 新津（1981−2010） | 新津（1981−2010） |
| 月份                             | 1月               | 2月               | 3月               | 4月               | 5月               | 6月               | 7月               | 8月               | 9月               | 10月              | 11月              | 12月              | 全年              |
| -------------------------------- | ----------------- | ----------------- | ----------------- | ----------------- | ----------------- | ----------------- | ----------------- | ----------------- | ----------------- | ----------------- | ----------------- | ----------------- | ----------------- |
| 历史最高温 °C（°F）              | 18.1 (64.6)       | 23.4 (74.1)       | 31.3 (88.3)       | 33.0 (91.4)       | 35.5 (95.9)       | 35.4 (95.7)       | 36.6 (97.9)       | 37.2 (99.0)       | 36.0 (96.8)       | 30.0 (86.0)       | 25.8 (78.4)       | 18.6 (65.5)       | 37.2 (99.0)       |
| 平均高温 °C（°F）                | 9.6 (49.3)        | 12.1 (53.8)       | 16.6 (61.9)       | 22.2 (72.0)       | 26.9 (80.4)       | 28.4 (83.1)       | 30.0 (86.0)       | 29.8 (85.6)       | 26.0 (78.8)       | 21.0 (69.8)       | 16.5 (61.7)       | 10.9 (51.6)       | 20.8 (69.5)       |
| 日均气温 °C（°F）                | 6.1 (43.0)        | 8.3 (46.9)        | 12.0 (53.6)       | 17.0 (62.6)       | 21.6 (70.9)       | 24.0 (75.2)       | 25.6 (78.1)       | 25.1 (77.2)       | 22.0 (71.6)       | 17.5 (63.5)       | 12.8 (55.0)       | 7.5 (45.5)        | 16.6 (61.9)       |
| 平均低温 °C（°F）                | 3.4 (38.1)        | 5.6 (42.1)        | 8.7 (47.7)        | 13.3 (55.9)       | 17.7 (63.9)       | 20.9 (69.6)       | 22.4 (72.3)       | 21.9 (71.4)       | 19.3 (66.7)       | 15.2 (59.4)       | 10.4 (50.7)       | 7.5 (45.5)        | 13.9 (56.9)       |
| 历史最低温 °C（°F）              | −3.7 (25.3)       | −2.2 (28.0)       | −1.3 (29.7)       | 4.8 (40.6)        | 7.5 (45.5)        | 14.9 (58.8)       | 17.0 (62.6)       | 16.6 (61.9)       | 12.2 (54.0)       | 4.2 (39.6)        | −0.3 (31.5)       | −4.3 (24.3)       | −4.3 (24.3)       |
| 平均降水量 mm（）                | 9.8 (0.39)        | 13.9 (0.55)       | 24.0 (0.94)       | 49.7 (1.96)       | 77.9 (3.07)       | 129.3 (5.09)      | 238.7 (9.40)      | 222.1 (8.74)      | 127.1 (5.00)      | 37.0 (1.46)       | 15.4 (0.61)       | 6.5 (0.26)        | 951.4 (37.47)     |
| 平均相對濕度（％）               | 85                | 83                | 80                | 79                | 76                | 81                | 85                | 86                | 85                | 85                | 84                | 85                | 83                |
| 来源：中国气象局公共气象服务中心 |                   |                   |                   |                   |                   |                   |                   |                   |                   |                   |                   |                   |                   |

## 经济人口

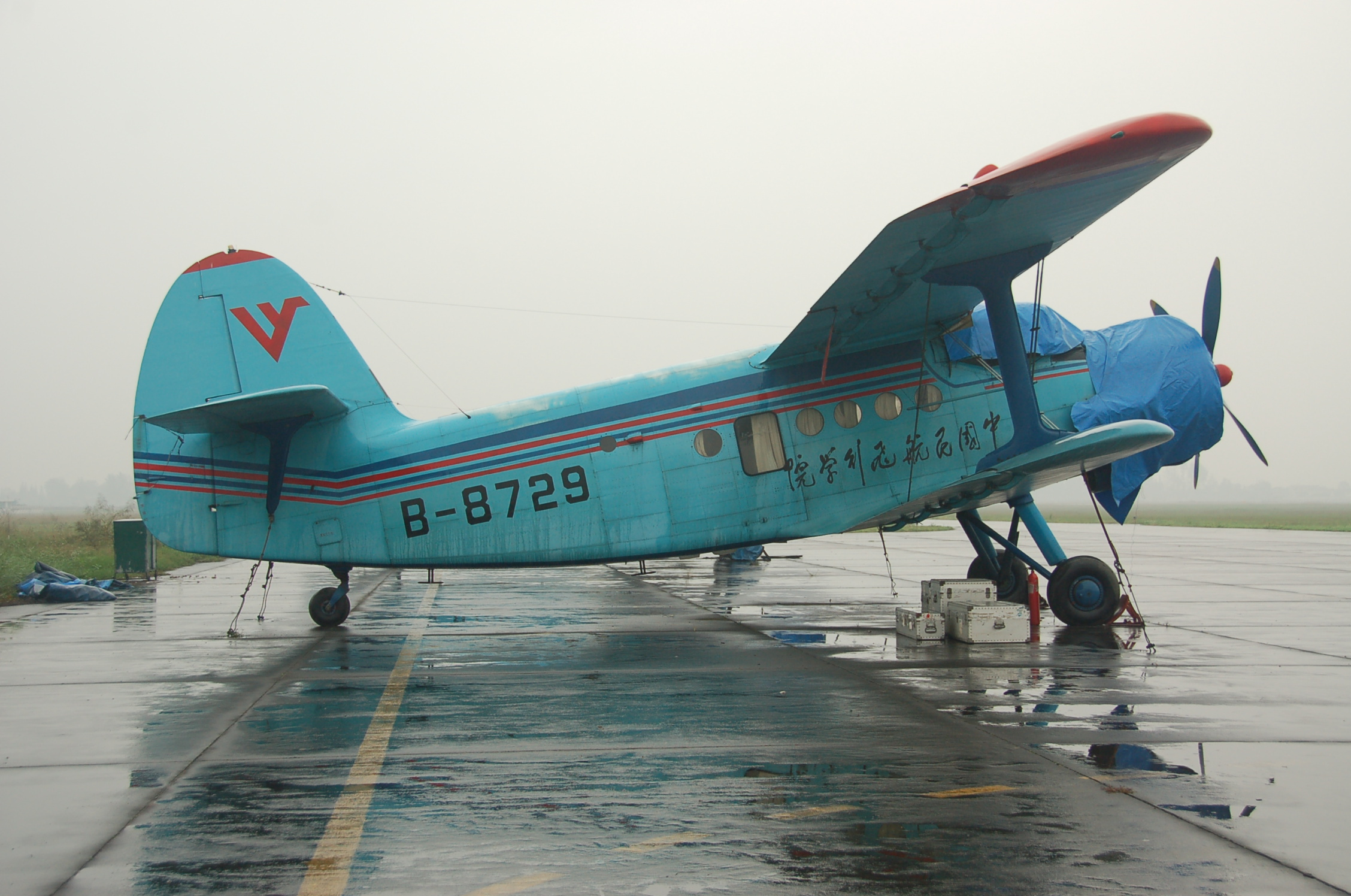
中国民航飞行学院的运-5于新津机场

2018年，新津国内生产总值337.41亿元人民币，人均生产总值10.35亿元人民币，三次产业结构比为5.4:59.3:35.3，民营经济占地区生产总值的77.0%，其境内有3个产业功能区（天府智能制造产业园、中国天府农业博览园和梨花溪文化旅游区）和1个省级开发园区（四川新津工业园区）。2018年新津城镇居民人均可支配收入37416元人民币，农村居民人均可支配收入22112元人民币。全年地方一般公共预算收入24.53亿元，地方一般公共预算支出32.42亿元。地方财政收入110.3亿元，财政支出96.71亿元。:540
2018年，新津户籍人口31.89万人，其中城镇人口15.02万人，乡村人口16.87万人；男性人口15.67万人，女性人口16.22万人。
2020年末，成都市第七次全国人口普查公报显示：新津区常住人口为363591人，男性人口占比50.53%，女性人口占比49.47%，年龄结构中0-14岁占比12.31%，15-59岁占比65.75%，60岁以上占比21.94%，65岁以上占比17.26%。

## 著名人物
- 刘永言、刘永行、陈育新（刘永美）、刘永好
- 孙笑川

## 资源
新津平坝区开发历史早，因有都江堰灌溉成为水田农业区，大春主产水稻，小春主产油菜、小麦。林木主要以桉树、千丈、桤木、机杨、慈竹为主，其次是法国梧桐、泡桐、苦楝、柏木、楠木、香樟、杨柳、杉树、桑树等，个别河滩地带有桤木中幼人工林。新津盛产竹子，有慈竹、斑竹、毛竹、水竹，刺竹、硬头黄、白夹竹、黑竹等18种，其中慈竹分布最广。经济林木以水果为最，新津果树种类有10科25类99个品种，其中著名的有永商姜湾的梨，邓双狮子山的李，花桥蔡湾、顺江张勃山的柚，牧马山的红桔等。粮食植物主要为水稻、玉米、小麦、葫豆、豌豆、绿豆、泥豆、红苕、马铃薯、白苕，其中水稻产量最多。经济植物主要有油菜、花生、甘蔗、地瓜、生姜、烟叶、茶叶、红心黑瓜子、茉莉花及药材（如郁金、川芎、泽泻）等18种。
新津由于平坝面积广，丘陵开发早，人口稠密，不适宜大型野生动物生存，中小型的野生兽类有黄鼠狼、野猫、野兔、老鼠等。由于成片森林遭到破坏，鸟类也大量减少。饲养动物主要有约30种，其中毛猪在农村几乎家家饲养；水牛是农村的主要役畜；山羊属成都麻羊，主要在长秋山；澳洲黑、来航、芦花、巴白、红育等鸡为引进品种；鸭鹅主要有成都麻鸭、新津白鹅；鱼类有13种共5目10科42种，加上龟、鳖（甲鱼或团鱼）、河蟹、淡水毛虾、河蚌及各种螺蚌共50多种。
新津矿藏资源比较贫乏，有芒硝、沙金、石油、泥炭，而作为建筑材料的河沙、卵石和页岩则比较丰富。

## 交通
- 成都地铁10号线
- 成贵高速铁路新津站、新津南站

## 註解
1. ↑  将领土划分为十道，道下设立州、县
2. ↑  蜀郡改为益州
3. ↑  益州拆分为蜀州、彭州、汉州
4. ↑  蜀州改为唐安郡
5. ↑  剑南道拆分为分东、西川节度
6. ↑  唐安郡改为蜀州
7. ↑  四川下设益路、利路、梓路、夔路
8. ↑  益州路为成都府路
9. ↑  蜀州升为崇庆府
10. ↑  成都府路改为成都路
11. ↑  崇庆府降为崇庆州
12. ↑  明太祖洪武四年（1371年）废路存府